# زوبوو (شهرستان اوفیمسکی، باشقیرستان)
زوبوو (انگلیسی: Zubovo, Ufimsky District, Republic of Bashkortostan) یک شهرک در شهرستان اوفیمسکی استان باشقیرستان کشور روسیه است.